# Atletica leggera ai Giochi della XXV Olimpiade - Marcia 20 km

Video della gara

Video della gara

La prova di marcia 20 km ha fatto parte del maschile programma di atletica leggera ai Giochi della XXV Olimpiade. La competizione si è svolta il 31 luglio 1992 nella città di Barcellona, con arrivo nello Stadio olimpico.

## Presenze ed assenze dei campioni in carica
| Competizione         | Atleta            | Prestazione | Barcellona 1992 |
| -------------------- | ----------------- | ----------- | --------------- |
| Olimpiadi 1988       | Jozef Pribilinec  | 1h19'57"    | Assente         |
| Goodwill Games 1990  | Ernesto Canto     | 1h23'13”    | Presente        |
| Europei 1990         | Pavol Blažek      | 1h22'05"    | Presente        |
| Asiatici 1990        | Mao Xinyuan       | 1h23'16”    | Non selez.      |
| Panamericani 1991    | Héctor Moreno     | 1h24'56"    | Presente        |
| Coppa del mondo 1991 | Michail Ščennikov | 1h20'43"    | Presente        |
| Mondiali 1991        | Maurizio Damilano | 1h19'37"    | Presente        |

1. ↑  Sotto la bandiera della Squadra Unita.

## Ordine d’arrivo
| Pos.    | Atleta                 | Nazione           | Tempo       |
| ------- | ---------------------- | ----------------- | ----------- |
| Oro     | Daniel Plaza           | Spagna            | 1 h 21' 45" |
| Argento | Guillaume LeBlanc      | Canada            | 1 h 22' 25" |
| Bronzo  | Giovanni De Benedictis | Italia            | 1 h 23' 11" |
| 4       | Maurizio Damilano      | Italia            | 1 h 23' 39" |
| 5       | Chen Shaoguo           | Cina              | 1 h 24' 06" |
| 6       | Jimmy McDonald         | Irlanda           | 1 h 25' 16" |
| 7       | Daniel García          | Messico           | 1 h 25' 35" |
| 8       | Sándor Urbanik         | Ungheria          | 1 h 26' 08" |
| 9       | Héctor Moreno          | Colombia          | 1 h 26' 23" |
| 10      | Miguel Ángel Prieto    | Spagna            | 1 h 26' 38" |
| 11      | Robert Ihly            | Germania          | 1 h 26' 56" |
| 12      | Mikhail Shchennikov    | Squadra Unificata | 1 h 27' 17" |
| 13      | Vladimir Andreev       | Squadra Unificata | 1 h 28' 25" |
| 14      | Tim Berrett            | Canada            | 1 h 28' 25" |
| 15      | Stefan Johansson       | Svezia            | 1 h 28' 37" |
| 16      | Chris Maddocks         | Gran Bretagna     | 1 h 28' 45" |
| 17      | Pavol Blažek           | Cecoslovacchia    | 1 h 29' 23" |
| 18      | Walter Arena           | Italia            | 1 h 29' 34" |
| 19      | Igor Kollár            | Cecoslovacchia    | 1 h 29' 38" |
| 20      | Axel Noack             | Germania          | 1 h 29' 55" |
| 21      | Joel Sánchez           | Messico           | 1 h 30' 12" |
| 22      | Nicholas A'Hern        | Australia         | 1 h 31' 39" |
| 23      | Andrew Penn            | Gran Bretagna     | 1 h 31' 40" |
| 24      | Martin Rush            | Gran Bretagna     | 1 h 31' 56" |
| 25      | Shemisu Hasen          | Etiopia           | 1 h 32' 39" |
| 26      | Viktoras Meškauskas    | Lituania          | 1 h 33' 24" |
| 27      | Sérgio Galdino         | Brasile           | 1 h 33' 32" |
| 28      | Ján Záhončík           | Cecoslovacchia    | 1 h 33' 37" |
| 29      | Ernesto Canto          | Messico           | 1 h 33' 51" |
| 30      | Allen James            | Stati Uniti       | 1 h 35' 12" |
| 31      | Andrew Jachno          | Australia         | 1 h 36' 49" |
| 32      | Marcelo Palma          | Brasile           | 1 h 40' 11" |
| —       | Li Mingcai             | Cina              | Rit.        |
| —       | Robert Korzeniowski    | Polonia           | Rit.        |
| —       | Oleg Trochin           | Squadra Unificata | Rit.        |
| —       | Ademar Kammler         | Brasile           | Rit.        |
| —       | Jefferson Pérez        | Ecuador           | Rit.        |
| —       | Valentí Massana        | Spagna            | Squal.      |
| —       | Thierry Toutain        | Francia           | Squal.      |
| —       | Bobby O'Leary          | Irlanda           | Squal.      |
| —       | José Urbano            | Portogallo        | Squal.      |
| —       | Saleumphone Sopraseut  | Laos              | Squal.      |